# 청산초등학교 (전남)
청산초등학교는 대한민국 전라남도 완도군에 있는 공립 초등학교이다.

## 학교 연혁
- 1932년 10월 10일 서성사립보통학교 개교
- 1940년 5월 5일 서성공립심상소학교로 개편
- 1941년 4월 1일 서성공립국민학교 개편
- 1950년 6월 1일 서성국민학교 개편
- 195?년 ??월 ??일 서성국민학교 청장분교·권덕분교 설립 인가
- 1956년 4월 10일 청장분교장·권덕분교장 개교
- 1961년 6월 27일 청산중앙국민학교 개편
- 1981년 3월 1일 병설유치원 개원
- 1985년 3월 1일 국산국민학교 분교장 격하 편입
- 1986년 3월 1일 모도국민학교 분교장 격하 편입, 모동분교장, 모북분교장 편입
- 1989년 3월 1일 여서국민학교 분교장 격하 편입
- 1994년 9월 1일 청장분교장 폐교 및 본교 통폐합
- 1996년 3월 1일 청산중앙초등학교 개칭, 舊 청산초등학교 청산동분교장 격하 편입
- 1996년 3월 1일 모동분교장·모북분교장 폐교 및 본교 통폐합
- 1996년 9월 1일 국산분교장 폐교 및 본교 통폐합
- 1998년 3월 1일 청산초등학교 개편
- 1999년 3월 1일 권덕분교장 폐교 및 본교 통폐합
- 2009년 3월 1일 청산동분교장 폐교 및 본교 통폐합
- 2011년 3월 1일 여서분교장 폐교 및 본교 통폐합
- 2023년 3월 1일 청산초중학교 미래형통합운영학교 운영
- 2024년 1월 11일 제84회 졸업
- 2024년 3월 1일 제33대 정성룡 교장 부임

## 분교
- 청산초등학교 모도분교

## 참고 자료
- 청산초등학교 - 한국교육학술정보원 학교알리미